# Релонкави (залив)

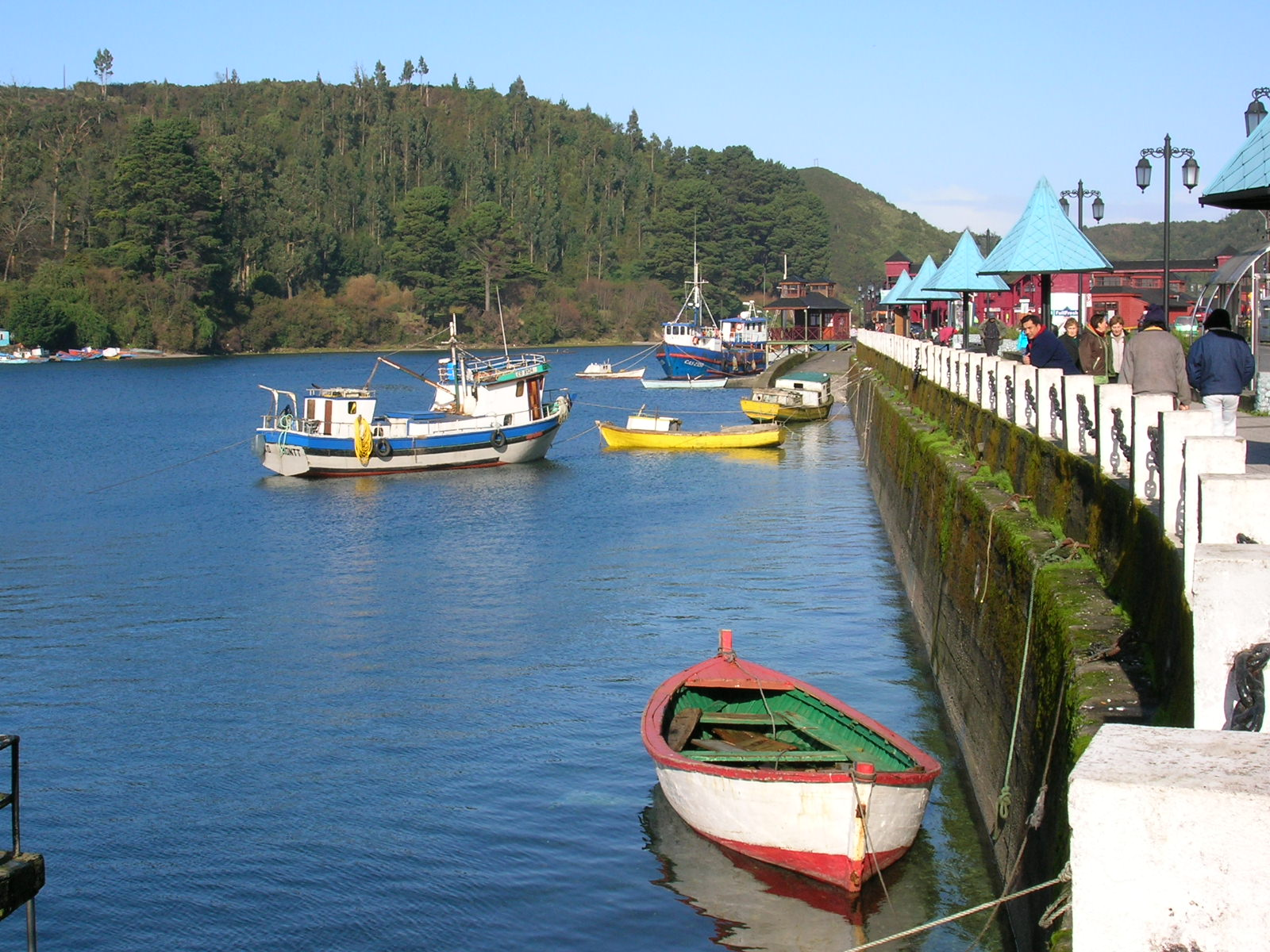
Залив в Пуэрто-Монт

Релонкави́ (исп. Seno de Reloncaví) — залив, расположенный в регионе Лос-Лагос на юге Чили. Длина залива составляет 44 км, максимальная ширина — 31 км.
Служит границей Продольной долины и считается географическим началом чилийской Патагонии.
На северном берегу залива расположен город Пуэрто-Монт. К юго-западу от города лежит остров Тенгло, в западной части залива лежат острова Майльен и Уар, острова Иглесия и Пулугуи на юге отделяют залив Релонкави от залива Анкуд.